# Собака, що пісяє
Собака, що пісяє (нід. Het Zinneke або Zinneke Pis) — статуя у Брюселі, встановлена 1998 року. Створена Томом Франценом та представляє продовження лінійки хлопчика та дівчинки, що пісяють. «Zinneke» в перекладі з фламандської означає безпородний. За задумом автора, фігура пса змішаної породи, що розташована неподалік від історичного центру бельгійської столиці, в районі Chartreux, служить візуальним символом мультикультурного характеру Брюсселя, де сплетено величезна кількість образів. Ну, і звичайно, собачка, що задерла лапу прямо на тротуарний бордюр — зворушливе нагадування всім туристам про почуття гумору місцевих жителів.
У 2013 році статую було викрадено.
В серпні 2015 року повернуту на місце статую було збито машиною, але згодом відновлено скульптором.